# Janusz Kowalski (pilot)
Janusz Kowalski (ur. 30 października 1930 w Sulejówku) – pułkownik dyplomowany pilot Wojska Polskiego.

## Życiorys
Okres okupacji spędził wraz z rodziną w Siedlcach, gdzie ukończył również szkołę powszechną. Maturę uzyskał w Bystrzycy Kłodzkiej, a w 1951 ukończył naukę w Oficerskiej Szkole Lotniczej w Dęblinie. Po ukończeniu szkoły został instruktorem pilotażu w Oficerskiej Szkole Lotniczej Nr 5 w Radomiu. 1954 roku został dowódcą klucza lotniczego w 61 lotniczym pułku szkolno-bojowym w Nowym Mieście nad Pilicą. Następnie służył w 31 Lotniczym Pułkiem Szkolno-Bojowym w Łasku jako pomocnik dowódcy eskadry do spraw szkolenia lotniczego (1958–1959) i zastępca dowódcy pułku do spraw szkolenia lotniczego (1959–1960). Po ukończeniu kursu dowódców pułków w Centrum Szkolenia Lotniczego był w latach 1961–1963 dowódcą 31 Lotniczym Pułkiem Szkolno-Bojowym w Łasku oraz dowódcą 2 Pułku Lotnictwa Myśliwskiego OPK w Łasku (1963–1966). W 1969 ukończył studia w Akademii Sztabu Generalnego WP i został dowódcą  58 Lotniczego Pułku Szkolno-Bojowego w Dęblinie (1969–1971).
W latach 1971–1972 szef Oddziału Operacyjnego w Dowództwie Wojsk Lotniczych w Poznaniu. Następnie odbył studia w Akademii Sztabu Generalnego Sił Zbrojnych ZSRR w Moskwie, które ukończył w 1974 roku. Przez kolejne 4 lata był szefem Oddziału Szkolenia Podstawowego i Kursów w Zarządzie Szkolenia Lotniczego Dowództwa Wojsk Lotniczych w Poznaniu (1974–1978). Następnie objął stanowisko zastępcy komendanta Wydziału Wojsk Lotniczych i Obrony Powietrznej Kraju w Akademii Sztabu Generalnego WP w Rembertowie. W tym czasie obronił dysertację doktorską. Pilot wojskowy pierwszej klasy. Nalot – ponad 3200 godzin. Ponad 10500 startów i lądowań.
W okresie stanu wojennego sprawował funkcję komisarza wojskowego w Szczecinku, następnie w Siedlcach. Po uzyskaniu zgody Wojewódzkiej Rady Narodowej premier gen. Wojciech Jaruzelski mianował go wojewodą siedleckim. Obowiązki wojewody pełnił w latach 1983–1990, aż do odwołania go przez premiera Tadeusza Mazowieckiego.
Członek PZPR. Odznaczony m.in. Orderem Sztandaru Pracy II klasy, Krzyżem Oficerskim OOP, Krzyżem Kawalerskim OOP, Złotym Krzyżem Zasługi. W 1968 roku odznaczony Medalem „Sprawiedliwy Wśród Narodów Świata”.